# Municipio de Bradford (Illinois)
El municipio de Bradford (en inglés, Bradford Township) es un municipio del condado de Lee, Illinois, Estados Unidos. Según el censo de 2020, tiene una población de 287 habitantes.
Abarca una zona exclusivamente rural.

## Geografía
Está ubicado en las coordenadas 41°48′32″N 89°13′1″O / 41.80889, -89.21694 (41.808815, -89.217082). Según la Oficina del Censo de los Estados Unidos, tiene una superficie total de 93.27 km², de la cual 93.19 km² corresponden a tierra firme y 0.07 km² son agua.

## Demografía
Según el censo de 2020, hay 287 personas residiendo en la zona. La densidad de población es de 3 hab./km². El 88.85 % de los habitantes son blancos, el 0.35 % es afroamericano, el 0.70 % son asiáticos, el 1.74 % son de otras razas y el 8.36 % son de una mezcla de razas. Del total de la población, el 5.23 % son hispanos o latinos de cualquier raza.